# Марк Марку
Марк Марку (25. јун 1966) je члан парламента Албаније за Демократску странку Албаније.